# ساحة السخانة
ساحة السخانة: هي إحدى حارات حي الميدان في دمشق، تنسب للقادمين من قرية السخنة في بادية الشام، بين تدمر ودير الزور، والذي سكنوا في هذه المحلة في القرن التاسع عشر تمتد من منطقة الحقلة شمالاً إلى الزاهرة في الجنوب، كان لأبناء ساحة السخانة دور كبير في الثورة السورية الكبرى ومعارك الثوار الدمشقيين مع القوات الفرنسية.

## معركة الميدان
وهي من أهم المعارك التي خاضها وقادها المجاهد محمد الأشمر كانت معركة حي الميدان بدمشق التي وقعت يوم الجمعة السابع من أيار عام 1926 فقد أقض مجاهدو الميدان مضاجع الفرنسيين، وخيوط المعركة بدأت في شهر شباط من نفس العام، حين قتل مجاهدو الميدان ضابطاً فرنسياً برتبة سرجان، فقرر الفرنسيون إرسال حملة لملاحقة الثوار، وأناطت قيادة القوات الفرنسية بالكولونيل (كليمان) مهمة قيادة المعركة، ووضعت تحت تصرفه لواء من فيلق الرماة الأفريقيين الثامن عشر، معززاً بالمدفعية والدبابات والسيارات حاملة الرشاشات، وضربت القوات حصاراً حول حي الميدان.
وتقدمت قوة بقيادة الليوتنان بابر والكابتان رولان، باتجاه مداخل الحي من الجنوب بينما تقدمت من الشمال فرقة من الرماة الفرنسيين بقيادة الملازم ثاني ماسون، ورابط ألف جندي فرنسي عند مدخل قبر عاتكة يحرسهم القطار الذي تمر سكته من هناك وألف جندي آخر في باب مصلى ومع كل قوة عشرون دبابة.
وبدأ الهجوم على الميدان بينما كانت الطائرات الفرنسية تقذف قنابلها، والمدافع تصب حممها على الحي من فوق قلعة دمشق.
كانت قوة المجاهدين مؤلفة من سبعة وتسعين مجاهداً بقيادة محمد الأشمر، واشتبك المجاهدون مع القوات الفرنسية بمعركة ضارية، استمرت نحو خمس ساعات ونصف. واستعمل المجاهدون القنابل اليدوية وخاضوا معارك شوارع مع الجنود الفرنسيين الذين تكبدوا خسائر فادحة بالأرواح والأسلحة، بينما كانت خسائر الثوار ثلاثة شهداء هم فوزي عودة الذي استشهد بعد أن هاجم جندياً فرنسياً بالسلاح الأبيض وقتله، وسليم عسه الذي وقع جريحاً، فاقترب منه الجنود الفرنسيون وكان يحمل مسدساً فقتل أربعة منهم ثم انتحر برصاص مسدسه والثالث محمود الهندي الذي حاصره الفرنسيون في زقاق الضيق، فقتل سبعة منهم، وارتد الجند عنه، فخرج من مكمنه فهجمت عليه القوة الفرنسية من جديد، فدخل بيت النشواني (الديراني حالياً)، وعندما حاول الجنود الفرنسيون اقتحام المنزل قتل منهم تسعة آخرين، فتقدمت دبابة من المنزل وهدمت الباب وأطلقت قذائفها عليه حتى استشهد، ثم ألقى الجنود الفرنسيون البنزين على جثمانه وأحرقوه مع المنزل.
وانتقاماً لهذه الهزيمة التي تعرضت لها القوات الفرنسية، اقتحم الجنود الفرنسيون جامع ساحة السخانة، وذبحوا المصلين أثناء أدائهم صلاة الفجر وكان منهم إمام الجامع الشيخ عبد الغني الشيخ.
أما خسائر حي الميدان فكانت هدم 90% من الدكاكين و25% من المنازل، وقتل المئات من المدنيين الأبرياء. إضافة إلى خسائر فادحة لحقت بمساجد الرفاعي والساحة والدقاق.
أما خسائر الفرنسيين في المعركة فقاربت ثلاثمئة من الجنود والضباط إضافة إلى خسائر فادحة في السلاح والعتاد. .